# 滄水公主
滄水公主（?—?），为南北朝北魏公主。父親不详。
滄水公主嫁给了李安世。李安世出自赵郡李氏，李孝伯弟弟李祥的儿子。官至安平将军、相州刺史、假节、赵郡公，太和十七年（493年）在家中去世。李安世原妻博陵崔氏，生子李瑒。崔氏以妒悍被出，李安世尚沧水公主，生二子：李谧、李郁。